# Akashi Gidayū
Pour les articles homonymes, voir Akashi (homonymie).
Akashi Gidayū (明石 儀太夫), également connu sous le nom de Akashi Ridayū Hidemoto, est un général japonais du XVIe siècle qui s'est ouvert le ventre en utilisant la technique du seppuku en 1582. Cet épisode a inspiré une célèbre estampe du peintre Yoshitoshi en 1890 dans sa série des Cent Aspects de la Lune.